# William Brinton
William Brinton (Kidderminster, 1823 – Londra, 1867) è stato un fisiologo britannico.
Medico legale, fu uno dei più accreditati studiosi di malattie dello stomaco nel Regno Unito di metà XIX secolo.